# Bentley Mulsanne (2009)
Der Bentley Mulsanne (interne Typbezeichnung 3Y) ist eine von 2009 bis 2020 gebaute Oberklasselimousine des britischen Automobilherstellers Bentley und das Flaggschiff der Marke. Er übernahm den Namen des Bentley Mulsanne von 1980 bis 1992.

## Modellgeschichte
Der Mulsanne wurde 2009 als neue Limousine des zum Volkswagen-Konzern gehörenden britischen Automobilherstellers Bentley auf dem Pebble Beach Concours d’Elegance vorgestellt und war auf der IAA erstmals öffentlich zu sehen. Das Fahrzeug ist das Nachfolgemodell des Arnage.

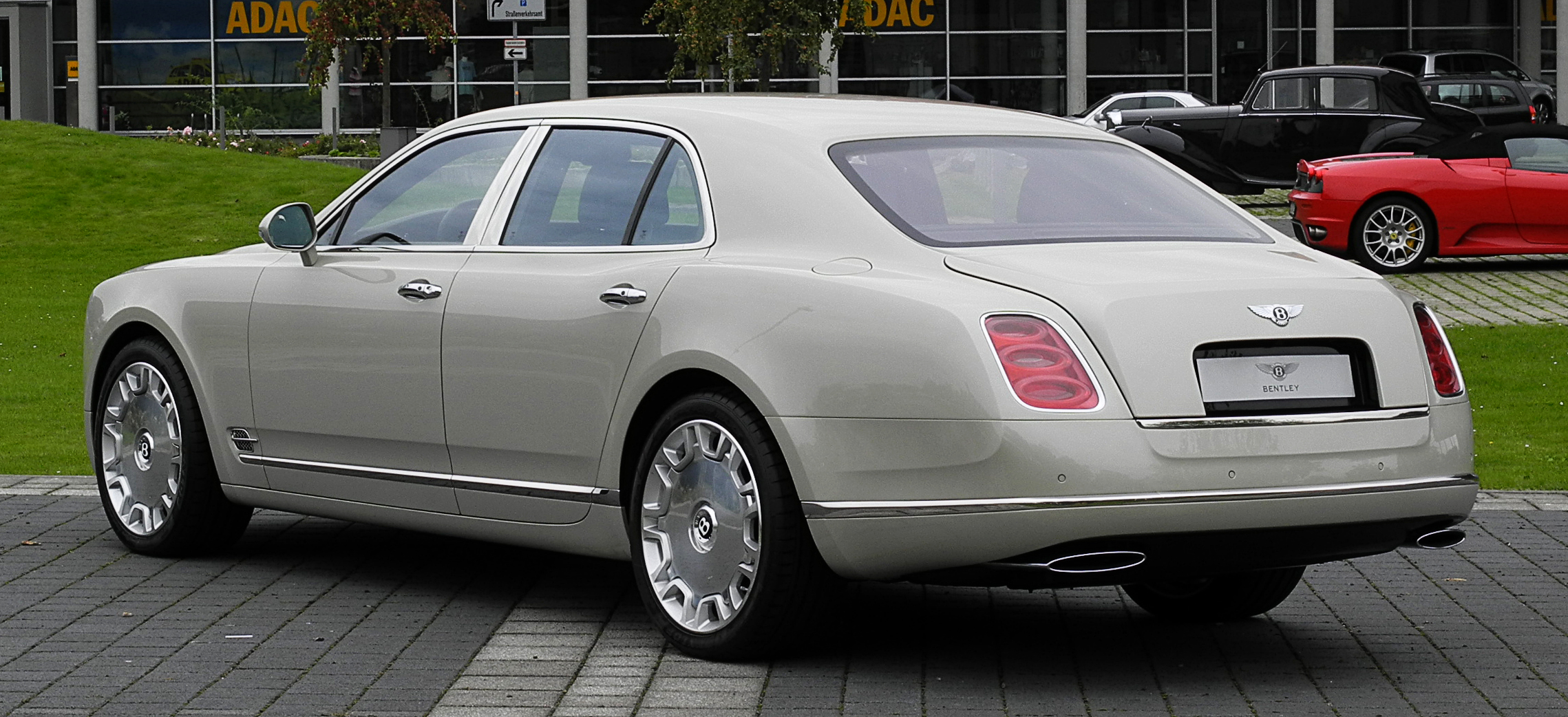
Heckansicht (2009–2016)
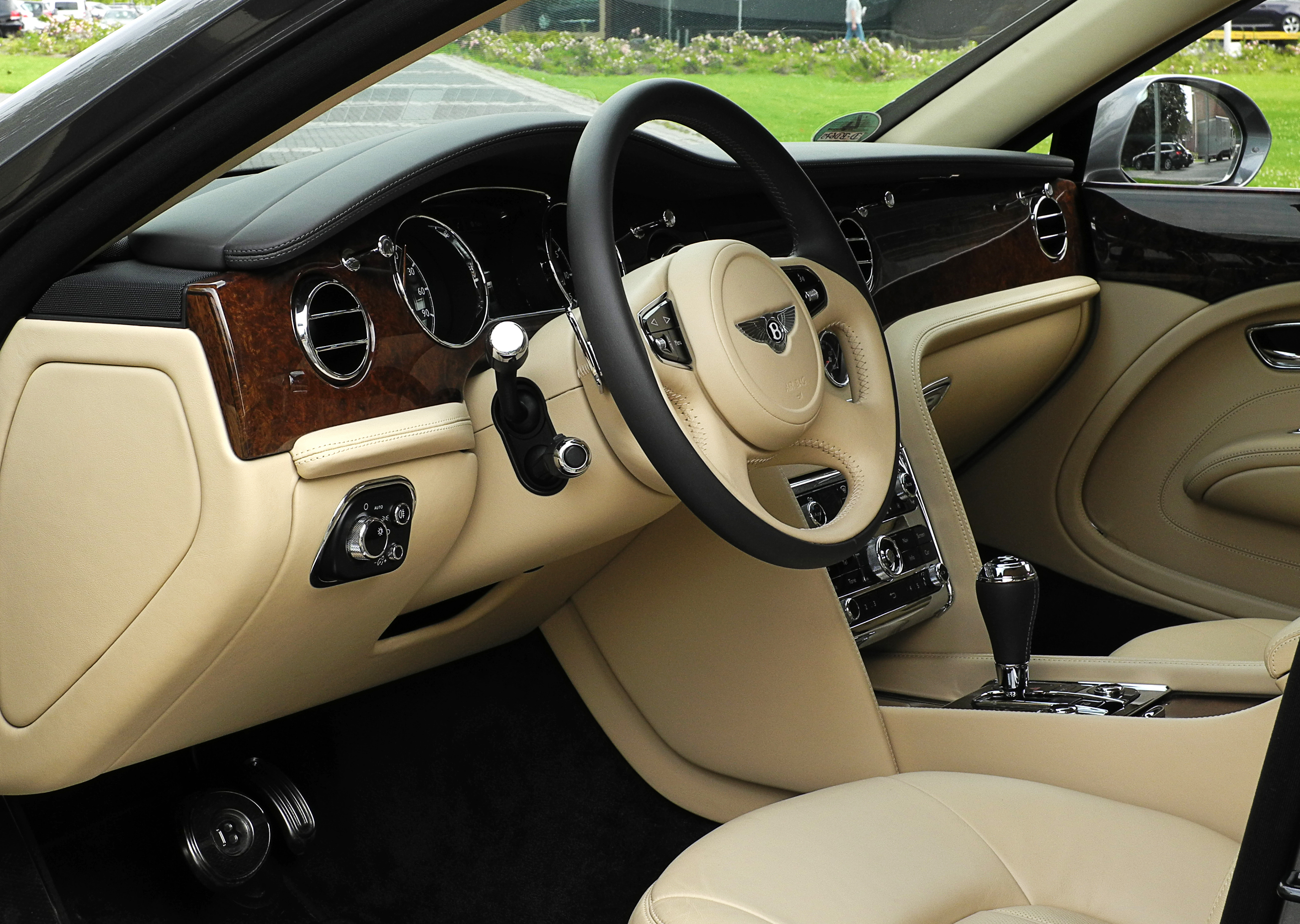
Innenraum
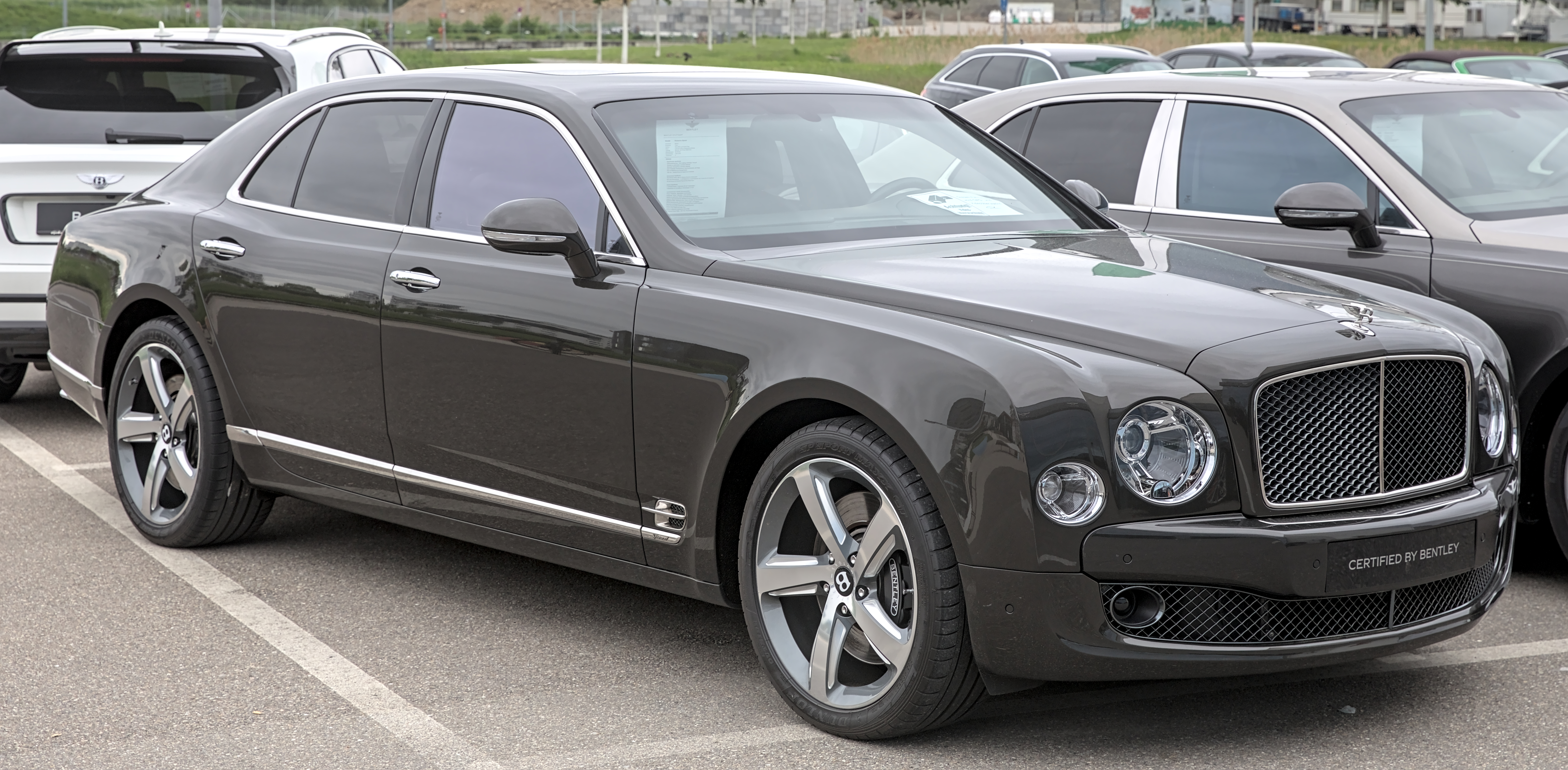
Bentley Mulsanne Speed (2014–2016)

Bereits in den 1980er Jahren gebrauchte Bentley, damals noch die Schwestermarke von Rolls-Royce, den Modellnamen Mulsanne.
Hauptkonkurrent des Mulsanne in der Oberklasse ist primär der Rolls-Royce Phantom.
Auf der Mondial de l’Automobile 2014 präsentierte Bentley mit dem Mulsanne Speed eine leistungsgesteigerte, sportlichere Variante des Mulsanne.

### Modellpflege
Im Juni 2016 wurde der Mulsanne einem Facelift unterzogen; formal erstmals öffentlich gezeigt wurde es auf dem Genfer Auto-Salon 2016. Außerdem kam mit dem Mulsanne EWB eine um 25 Zentimeter längere Version in den Handel.
Anlässlich des 100-jährigen Jubiläums des Firmenbestands im Jahr 2019 präsentierte die Marke auf der Monterey Car Week 2018 das nach dem Firmengründer Walter Owen „W.O.“ Bentley benannte Sondermodell Mulsanne W.O. Edition.

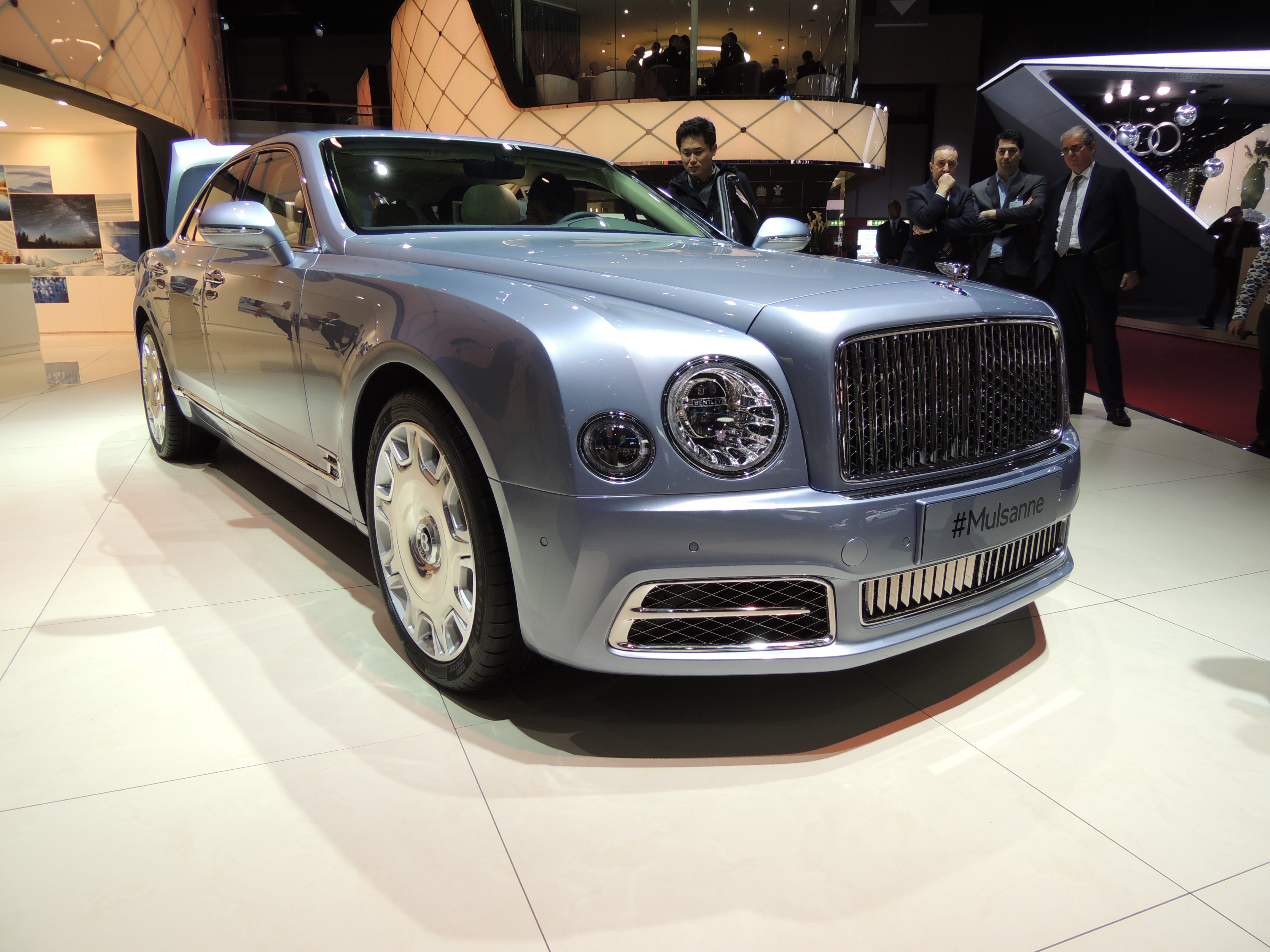
Bentley Mulsanne (2016–2020)
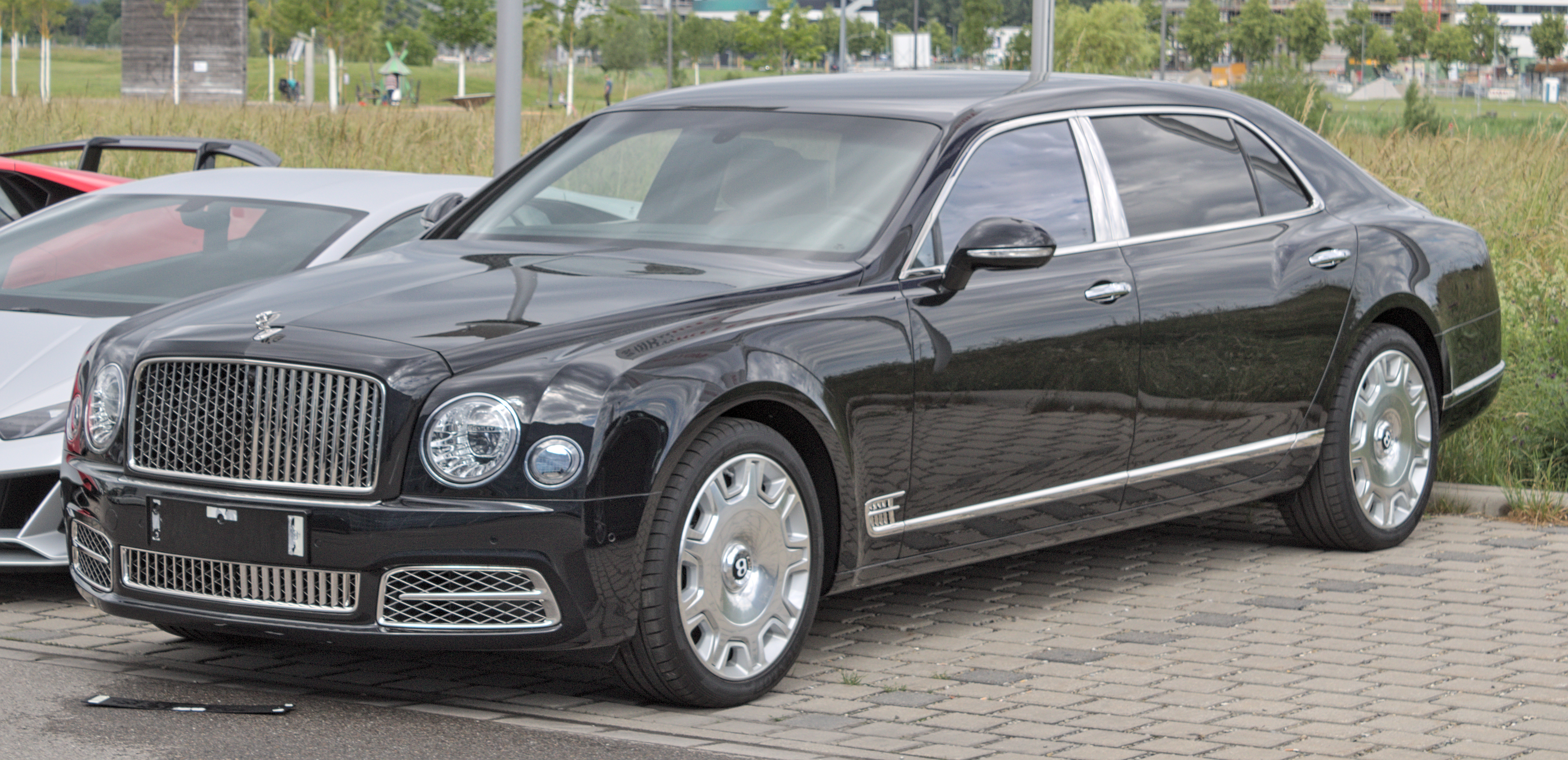
Bentley Mulsanne EWB
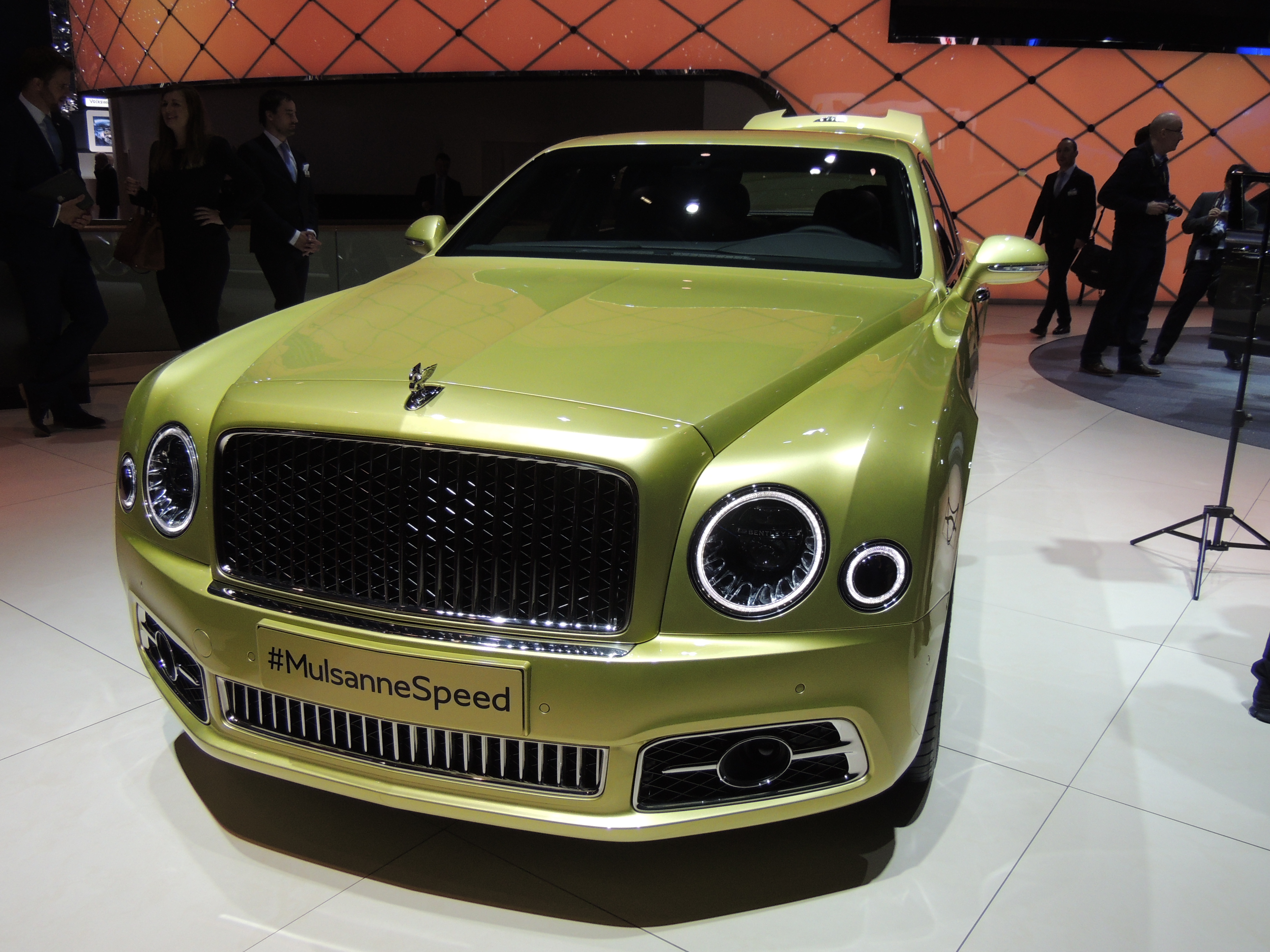
Bentley Mulsanne Speed (2016–2020)

Im Januar 2020 kündigte der Hersteller an, dass die Produktion des Mulsanne im Frühjahr 2020 ersatzlos auslaufen werde. Zum Abschluss war die Baureihe noch in der auf 30 Exemplare limitierten Sonderedition 6.75 Edition by Mulliner erhältlich. Der Name nahm Bezug auf den 60 Jahre lang gebauten 6,75-Liter-Achtzylinder-Ottomotor, der mit dem Ende des Mulsanne auch nicht mehr gefertigt wurde.

## Technik

### Karosserie
Bei der Gestaltung des 5,58 Meter langen und 2,6 Tonnen schweren Viertürers orientierte sich Bentley an der typischen Formensprache der Marke. Die Karosserie besteht teilweise aus Aluminium. Die optionale Kühlerfigur „Flying B“ ist versenkbar.

### Antrieb
Der 6,75-Liter-Achtzylinder-Ottomotor leistet mit Biturboaufladung (zwei parallel geschaltete Lader) maximal 377 kW (513 PS) und hat 1020 Nm maximales Drehmoment. Der Motor ist neu entwickelt, bis auf einige Rahmendaten hat er konstruktiv kaum mehr etwas mit dem letztmals im Bentley Arnage (Vorgänger) verwendeten Motor gemein. Er ist als Zweiventiler ausgeführt, nicht etwa als Vierventiler. Dies sei, so Bentley, dem Umstand geschuldet, dass die Zweiventiltechnik in Verbindung mit dem 6,75-Liter-Achtzylindermotor eine „souveränere“ Leistungsentfaltung bei niedrigeren Drehzahlen böte. Die Kraft überträgt ein Achtstufenautomatikgetriebe von ZF auf die Hinterräder. Die Höchstgeschwindigkeit soll bei 300 km/h liegen. Zur Verbrauchsreduzierung hat der Motor verstellbare Nockenwellen und Zylinderabschaltung, die bei 1100–2500 min−1 verfügbar ist und die Versorgung der Zylinder 2, 3, 5 und 8 abstellt.

#### Mulsanne Speed
Der Achtzylindermotor aus dem Grundmodell wurde hierbei weitreichend modifiziert und leistet nun maximal 395 kW und hat ein maximales Drehmoment von 1100 Nm. Der Sprint von 0 auf 100 km/h verkürzt sich damit auf 4,9 Sekunden, und die Höchstgeschwindigkeit beträgt nun 305 km/h.

## Sonderkarosserien

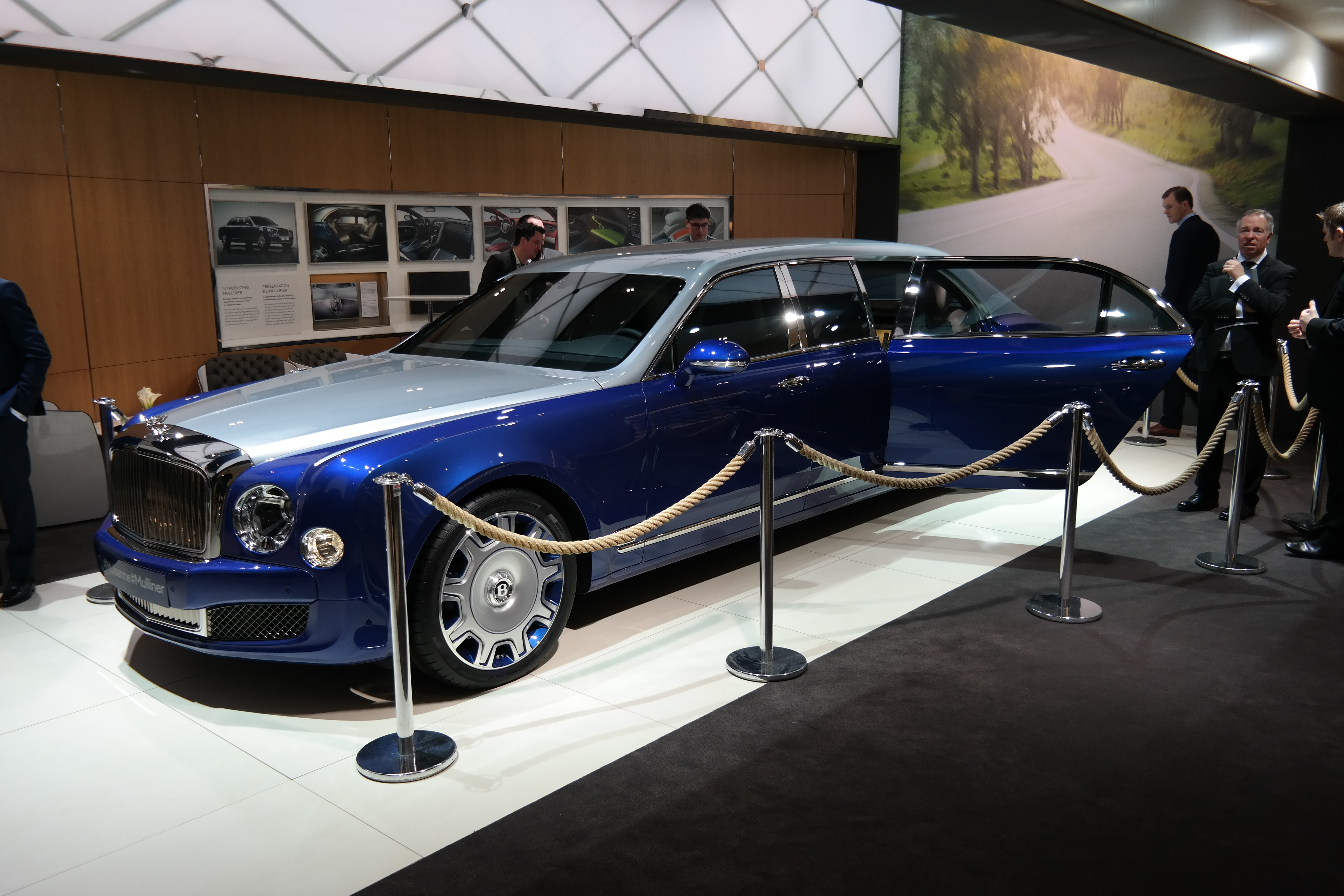
Bentley Mulsanne Grand Limousine

### Herstellereigen
Aufbauend auf dem Bentley Mulsanne wurden durch die firmeneigene Abteilung für Individualisierung, Mulliner das Cabriolet Bentley Grand Convertible und die gegenüber der Langversion EWB nochmals längere Pullman-Karosserie Bentley Mulsanne Grand Limousine aufgebaut.
Vom Grand Convertible wurde erstmals ein Konzeptfahrzeug auf der LA Auto Show 2014 gezeigt, das ursprünglich ein Einzelstück bleiben sollte; später wurde entschieden, dass eine Kleinserie im Umfang von 19 Stück gebaut wird.
Die Grand Limousine ist insgesamt um einen Meter länger und 79 mm höher als das Standardmodell. Sie ist eine Einzelanfertigung und wurde erstmals auf dem Genfer Auto-Salon 2016 gezeigt.

### Fremdumbauten
Die Firmen Ares Design aus Italien und Mcchip-DKR aus Deutschland bau(t)en Fahrzeuge auf Coupés um.
Newport Convertible aus den USA verlängert die vorderen Türen um 150 mm und bot ebenfalls Coupéumbauten an.

## Technische Daten
| Daten                                      | Mulsanne                     | Mulsanne                     | Mulsanne Speed               |
| ------------------------------------------ | ---------------------------- | ---------------------------- | ---------------------------- |
| Bauzeitraum                                | 07/2010 –2015                | 2015–06/2020                 | 11/2014–06/2020              |
| Motorart                                   | Ottomotor                    | Ottomotor                    | Ottomotor                    |
| Motorbauart und Zylinderanzahl             | V8                           | V8                           | V8                           |
| Motoraufladung                             | Biturbo                      | Biturbo                      | Biturbo                      |
| Lastpunktverschiebung                      | Zylinderabschaltung          | Zylinderabschaltung          | Zylinderabschaltung          |
| Hubraum                                    | 6752 cm³                     | 6752 cm³                     | 6752 cm³                     |
| max. Leistung                              | 377 kW (513 PS) bei 4200/min | 377 kW (513 PS) bei 4200/min | 395 kW (537 PS) bei 4200/min |
| max. Drehmoment                            | 1020 Nm bei 1750/min         | 1020 Nm bei 1750/min         | 1100 Nm bei 1750/min         |
| Antrieb                                    | Hinterradantrieb             | Hinterradantrieb             | Hinterradantrieb             |
| Getriebe                                   | 8-Stufen-Automatikgetriebe   | 8-Stufen-Automatikgetriebe   | 8-Stufen-Automatikgetriebe   |
| Höchstgeschwindigkeit                      | 296 km/h                     | 296 km/h                     | 305 km/h                     |
| Beschleunigung, 0–100 km/h                 | 5,3 s [5,5 s]                | 5,3 s [5,5 s]                | 4,9 s                        |
| Kraftstoffverbrauch auf 100 km, kombiniert | 16,9 l Super Plus            | 14,6 l Super Plus            | 14,6 l Super Plus            |
| CO2-Emission, kombiniert                   | 406 g/km                     | 342 g/km                     | 342 g/km                     |
| Abgasnorm nach EU-Klassifikation           | Euro 5                       | Euro 6                       | Euro 6                       |

- Wert in [ ] gültig für EWB

## Zulassungszahlen
2012 wurden in Deutschland 23 Fahrzeuge neu zugelassen, davon 18 Fahrzeuge durch gewerbliche Halter.